# Radmila Petrović
Radmila Petrović, née Radmila Miljanić le 19 avril 1988 à Nikšić, est une handballeuse monténégrine évoluant au poste d'ailière droite. En 2016, après les Jeux olympiques de 2016 terminées à la onzième place, elle met un terme à sa carrière à seulement 28 ans. En mars 2018, elle devient présidente de son ancien club, le ŽRK Budućnost Podgorica.

## Palmarès

### Club
compétitions internationales
- vainqueur de la Ligue des champions en 2012 et 2015 (avec ŽRK Budućnost Podgorica)
- vainqueur de la Coupe des coupes en 2010 (avec ŽRK Budućnost Podgorica)

compétitions nationales 
- championne du Monténégro en 2007, 2008, 2009, 2010, 2011, 2012, 2013, 2014, 2015 et 2016 (avec ŽRK Budućnost Podgorica)
- vainqueur de la Coupe du Monténégro en 2007, 2008, 2009, 2010, 2011, 2012, 2013, 2014, 2015 et 2016 (avec ŽRK Budućnost Podgorica)

### En équipe nationale
Jeux olympiques
- médaille d'argent aux Jeux olympiques de 2012[4] en  Grande-Bretagne
- 11e place aux Jeux olympiques de 2016

Championnat d'Europe
- 6e place au Championnat d'Europe 2010
- vainqueur du Championnat d'Europe 2012 en Serbie
- 4e place au Championnat d'Europe 2014

Championnat du monde
- 10e place au Championnat du monde 2011
- 11e place au Championnat du monde 2013

### Distinctions individuelles
- élue Jeune sportive de l'année par le Comité olympique monténégrin en 2008